# Lijst van Surinaamse meesters in de damsport
Die is een lijst van Surinaamse meesters in de damsport.

## Internationaal Grootmeester
- Eduard Autar, 1986[1]
- Guno Burleson, 2018[2]

## Federatiemeester(MF,Master of FMJD)
- Adjiedji Bakas, 1976[1]
- John Sadiek, 1976[1]
- Nellis Fleur, 1976[1]
- Hugo Kemp, 1976[1][3]
- Ramdeo Ramcharan, 1976[1]
- Waldo Aliar, 1976[1]
- Marius Pershad, 1976[1]
- Harley Overman, 1976[1][3]
- Arief Salarbaks, 2015[4]
- Gerson Bendt, voor 2017[3]
- Johannes Alfaisie, voor 2017[3]
- Eddy Azimullah, voor 2017[3]
- Ronald Roethof, voor 2017[3]
- Harrypersad Laldjietsing, voor 2017[3]
- Rinaldo Kemnaad, voor 2017[3]
- William Orie, voor 2017[3]
- Sharief Rodjan, voor 2017[3]
- Ramon Sakidin, voor 2017[3]
- David Muntslag, voor 2017[3]
- Stanley Moetoer, voor 2017[3]
- Niaaz Salarbaks, 2017[3]
- Rodney Lion, 2017[3]
- Jerry Sadiek, 2022[5]
- Derryl Bohr, 2022[5]
- Marcel Oostburg, 2022[5]
- John Schmeltz, 2022[6]

## Nationaal Grootmeester
- Louis Sen A Kauw, 1976[1]
- Jules Valois Smith, 1976[1]
- Jacques Amzand, 1976[1]
- Hendrik Sanichar, 1976[1]
- Franklin Waldring, 1976[1]